# ماسيمو لانا
ماسيمو لانا (بالإيطالية: Massimo Lana)‏ هو مجدف إيطالي، ولد في 18 يوليو 1962.

## وصلات خارجية
- ماسيمو لانا على موقع الاتحاد الدولي للتجديف (الإنجليزية)